# جورج باغستر فيليبس
الدكتور جورج باغستر فيليبس (فبراير 1835 - 27 أكتوبر 1897) طبيب وعسكري إنجليزي بدأ في ممارسه مهنته عام 1865 ويعتبر جراح وشرطي في شرطة العاصمة وخصوصًا منطقة وايت تشابيل في لندن. حصل على مكانة بارزة خلال فترة جرائم قتل وايت تشابل عام 1888 حيث شارك في تشريح أربع جثث من الضحايا، وهنّ: أني تشابمان وإليزابيث ستريد وكاثارين إدويس وماري جين كيلي وقد استدعته الشرطة إلى التحقيق في قضايا القتل لثلاث منهن وهنّ: تشابمان، وستريد، وكلي.

## في الإعلام
في عام 1988 صدر فيلم عن جاك السفاح بطولة مايكل كين، وقد لعب دور جورج باغستر فيليبس الممثل جيرالد سيم.